# Ten niezręczny moment
Ten niezręczny moment (ang.: That Awkward Moment) – amerykańska komedia romantyczna z 2014 roku w reżyserii Toma Gormicana.

## Obsada
- Zac Efron jako Jason
- Imogen Poots jako Ellie
- Miles Teller jako Daniel
- Michael B. Jordan jako Mikey
- Alysia Reiner jako Amanda
- Evelina Turen jako Sophie
- Kate Simses jako Glasses
- Josh Pais jako Fred

i inni.